# Jean Brusselmans
Jean Brusselmans (geboren 13. Juni 1884 in Brüssel; gestorben 9. Januar 1953 in Dilbeek) war ein belgischer Maler.

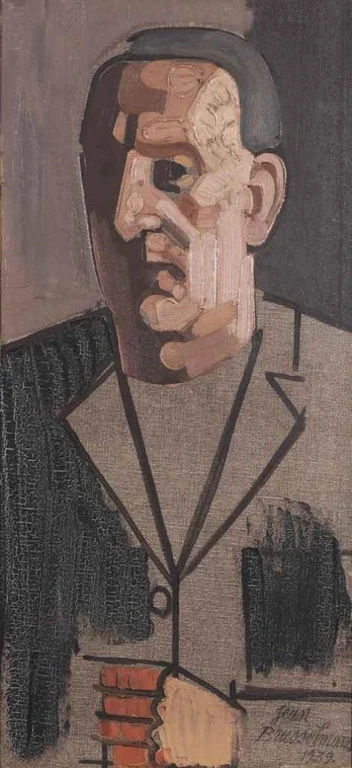
Selbstporträt (1939)

## Leben
Jean Brusselmans stammte aus einer Familie von Nähern, sein jüngerer Bruder Michel Brusselmans wurde Komponist. Er studierte von 1897 bis 1906 Malerei an der Académie de Bruxelles.
Brusselmans begann im realistischen und im impressionistischen Stil und malte dann in verschiedenen Stilen seiner Zeit, ohne sich einer bestimmten Schule anzuschließen, obschon er in der belgischen Maler- und Galeristenszene vielfältig befreundet war. Er wird zu den flämischen Expressionisten und zu den flämischen Fauvisten gezählt. 
Er entwarf 1936 das Bühnenbild und die Kostüme für eine Aufführung des Monodrams Erwartung von Arnold Schönberg und 1937 für eine Inszenierung des Dramas Lucifer des niederländischen Renaissancedichters Joost van den Vondel.

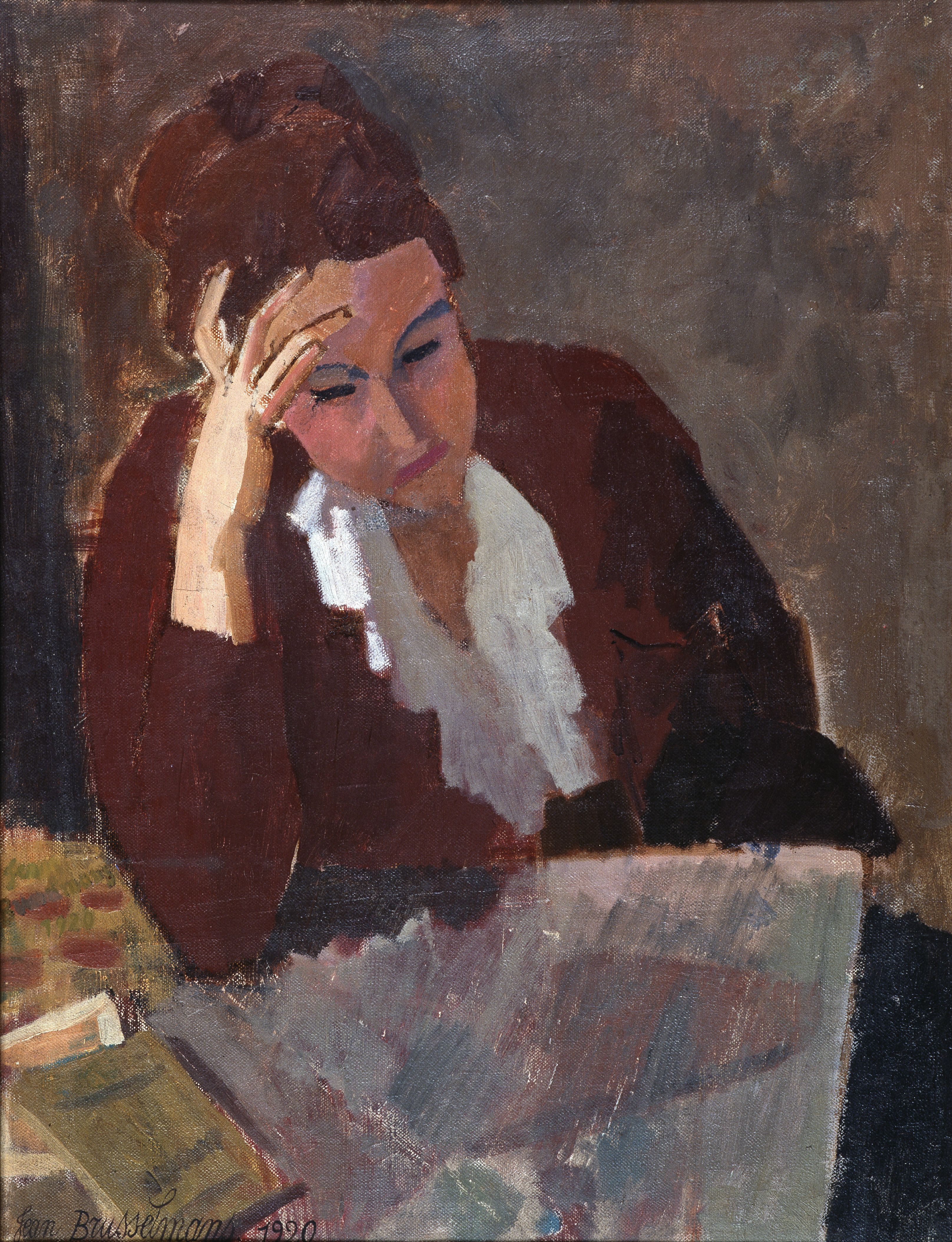
Frau (1920)
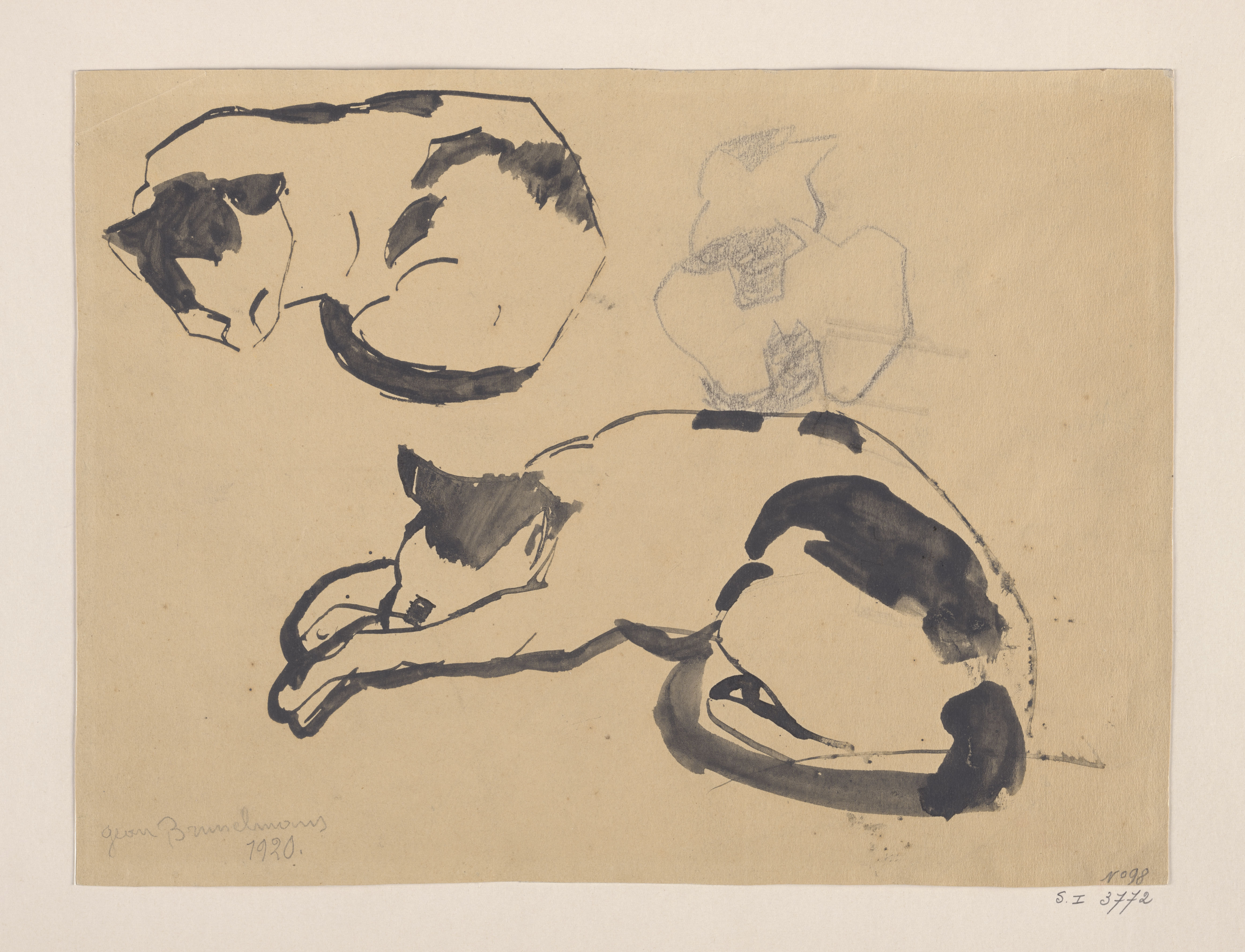
Katzen (1920)
Aktstudie (1927)
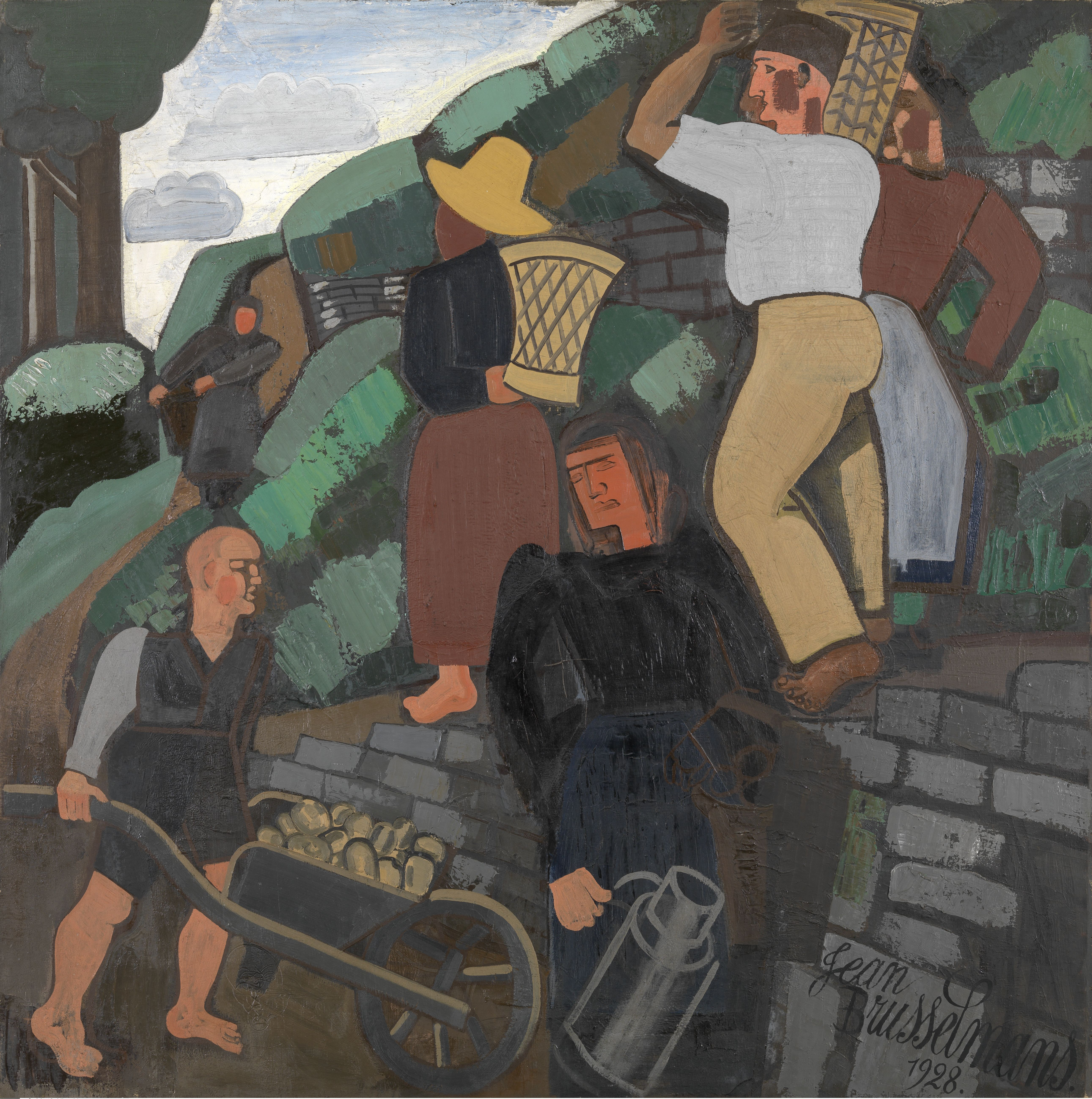
Bauern (1928)
Frühling (1935)
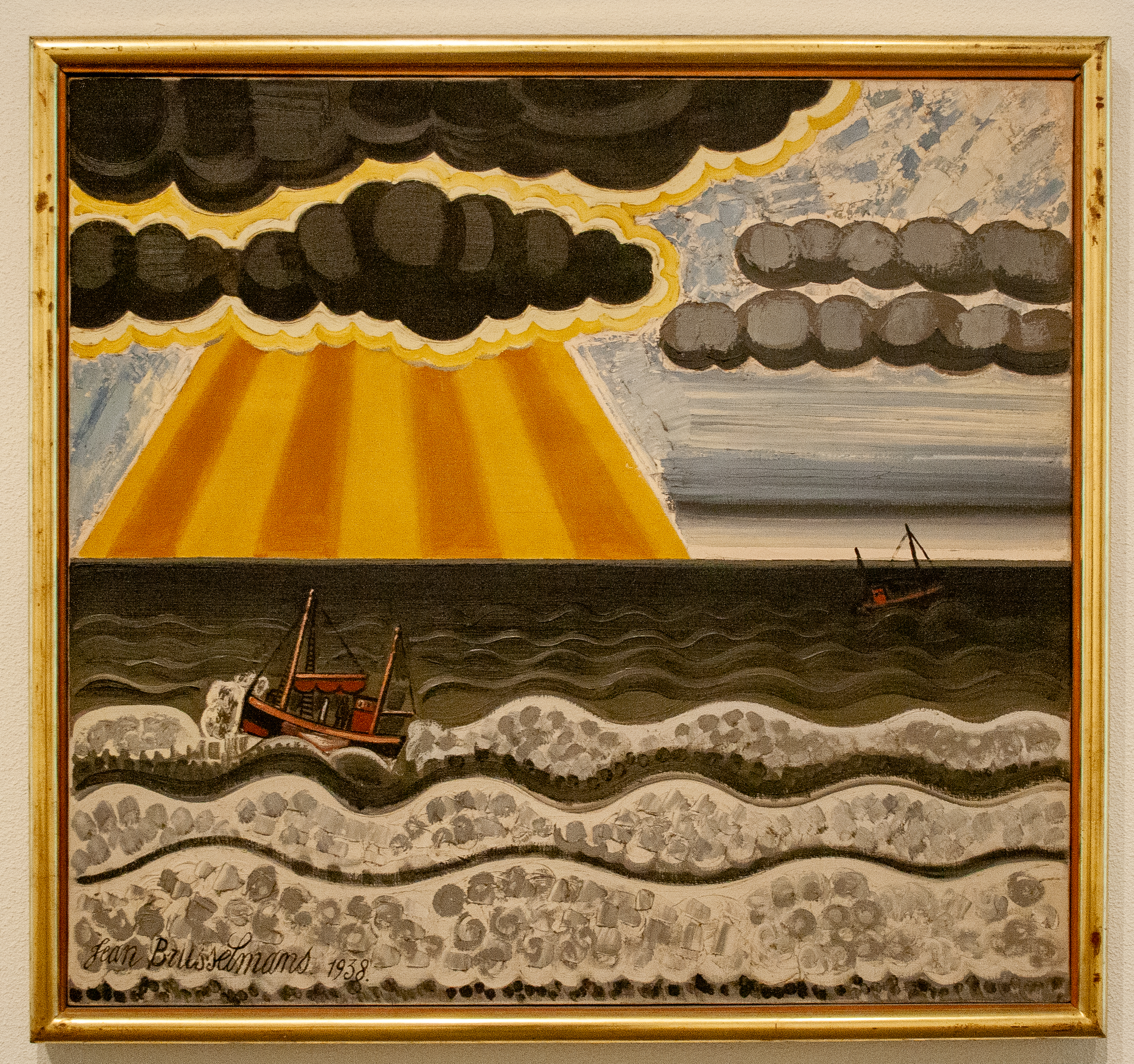
Unwetter (1938)
De vuurtoren van Heist (1939)